# Championnat d'Uruguay de football 1924
Navigation
Édition précédente Édition suivante
| \| Montevideo: · Nacional · Wanderers · Belgrano · Charley · Liverpool · Uruguay Onward · Lito · Rampla Juniors · Bella Vista · Fénix · Racing Club Montevideo Universal \| Localisation des clubs engagés dans le championnat. |
| Montevideo: · Nacional · Wanderers · Belgrano · Charley · Liverpool · Uruguay Onward · Lito · Rampla Juniors · Bella Vista · Fénix · Racing Club Montevideo Universal                                                           |

La 24e édition du championnat d'Uruguay de football est remportée par le Club Nacional de Football. C’est le onzième titre de champion du club, le troisième consécutif. Le Nacional l’emporte avec 2 points d’avance sur le Club Atlético Bella Vista. Rampla Juniors Fútbol Club complète le podium. 
Le championnat de la FUF s’organise différemment avec 17 clubs. Peñarol l’emporte devant Atlético Wanderers et Lito.

## Les clubs de l'édition 1924
| Club                             | Stade | Capacité | Ville            |
| -------------------------------- | ----- | -------- | ---------------- |
| Belgrano Football Club           | -     | -        | Montevideo       |
| Club Atlético Bella Vista        | -     | -        | Montevideo       |
| Charley Football Club            | -     | -        | Montevideo       |
| Centro Atlético Fénix            | -     | -        | Montevideo       |
| Club Atlético Lito               | -     | -        | Montevideo       |
| Liverpool Fútbol Club            | -     | -        | Montevideo       |
| Montevideo Wanderers Fútbol Club | -     | -        | Montevideo       |
| Club Nacional de Football        | -     | -        | Montevideo       |
| Racing Club de Montevideo        | -     | -        | Montevideo       |
| Rampla Juniors Fútbol Club       | -     | -        | Montevideo       |
| Universal Football Club          | -     | -        | San José de Mayo |
| Uruguay Onward                   | -     | -        | Montevideo       |

## Compétition

### Classement
Le classement est établi sur le barème de points suivant : victoire à 2 points, match nul à 1, défaite à 0.
| Rang | Équipe                      | Pts | J  | G  | N | P  | Bp | Bc | Diff |
| ---- | --------------------------- | --- | -- | -- | - | -- | -- | -- | ---- |
| 1    | Club Nacional de Football T | 39  | 22 | 17 | 5 | 0  | 49 | 10 | +39  |
| 2    | Club Atlético Bella Vista   | 37  | 22 | 16 | 5 | 1  | 34 | 15 | +19  |
| 3    | Rampla Juniors              | 29  | 22 | 11 | 7 | 4  | 28 | 15 | +13  |
| 4    | Centro Atlético Fénix       | 27  | 22 | 10 | 7 | 5  | 30 | 21 | +9   |
| 5    | Racing Club de Montevideo   | 25  | 22 | 9  | 7 | 6  | 17 | 20 | -3   |
| 6    | Montevideo Wanderers        | 22  | 22 | 7  | 8 | 7  | 27 | 19 | +8   |
| 7    | Uruguay Onward              | 20  | 22 | 6  | 8 | 8  | 18 | 31 | -13  |
| 8    | Belgrano Football Club      | 19  | 22 | 6  | 7 | 9  | 18 | 19 | -1   |
| 9    | Club Atlético Lito          | 19  | 22 | 6  | 7 | 9  | 18 | 19 | -1   |
| 10   | Liverpool Fútbol Club       | 15  | 22 | 5  | 5 | 12 | 11 | 25 | -14  |
| 11   | Universal Football Club     | 11  | 22 | 3  | 5 | 14 | 11 | 29 | -18  |
| 12   | Charley Football Club       | 1   | 22 | 0  | 1 | 21 | 6  | 44 | -38  |

| Légende : Qualifications et relégations | Légende : Qualifications et relégations |
| --------------------------------------- | --------------------------------------- |
|                                         | Champion d’Uruguay                      |
|                                         | Relégation en deuxième division         |
|                                         | T : Tenant du titre P : Promus          |

### Le championnat de la FUF
| Rang | Équipe                           | Pts | J  | G  | N  | P  | Bp | Bc | Diff |
| ---- | -------------------------------- | --- | -- | -- | -- | -- | -- | -- | ---- |
| 1    | Club Atlético Peñarol            | 56  | 32 | 25 | 6  | 1  | 80 | 14 | +66  |
| 2    | Atlético Wanderers               | 50  | 32 | 21 | 8  | 3  | 46 | 16 | +30  |
| 3    | Club Atlético Lito               | 46  | 32 | 16 | 14 | 2  | 49 | 21 | +28  |
| 4    | Olimpia                          | 39  | 32 | 16 | 7  | 9  | 45 | 34 | +11  |
| 5    | Defensor Sporting Club           | 35  | 32 | 12 | 11 | 9  | 50 | 42 | +8   |
| 6    | Rosarino Central                 | 35  | 32 | 12 | 11 | 9  | 37 | 34 | +3   |
| 7    | Institución Atlética Sud América | 32  | 32 | 11 | 10 | 11 | 43 | 39 | +4   |
| 8    | Central Español Fútbol Club      | 30  | 32 | 12 | 6  | 14 | 39 | 40 | -1   |
| 9    | Misiones                         | 29  | 32 | 10 | 9  | 13 | 29 | 27 | +2   |
| 10   | Peñarol del Plata                | 28  | 32 | 9  | 10 | 13 | 34 | 45 | -11  |
| 11   | Solférino                        | 27  | 32 | 9  | 9  | 14 | 34 | 48 | -14  |
| 12   | Uruguayo                         | 27  | 32 | 7  | 13 | 12 | 27 | 33 | -6   |
| 13   | Las Piedras                      | 25  | 32 | 9  | 7  | 16 | 28 | 41 | -13  |
| 14   | Colón Fútbol Club                | 23  | 32 | 7  | 9  | 16 | 28 | 48 | -20  |
| 15   | Roberto Chery                    | 21  | 32 | 6  | 9  | 17 | 25 | 47 | -22  |
| 16   | Charley Football Club            | 21  | 32 | 5  | 11 | 16 | 27 | 59 | -32  |
| 17   | Roland Moor                      | 20  | 32 | 5  | 10 | 17 | 27 | 50 | -23  |

| Légende : Qualifications et relégations | Légende : Qualifications et relégations |
| --------------------------------------- | --------------------------------------- |
|                                         | Champion de la FUF                      |
|                                         | Relégation                              |

## Bilan de la saison
| Championnat d'Uruguay de football 1923                             |                                       |
| Champion                                                           | Club Nacional de Football (11e titre) |
| Promotions et relégations                                          |                                       |
| Promus en Primera División                                         | Aucun                                 |
| Relégués en Championnat d'Uruguay de football de deuxième division | Aucun                                 |